# KK Elektra Šoštanj
El KK Elektra Šoštanj es un equipo de baloncesto esloveno con sede en la ciudad de Šoštanj, que compite en la 1. A slovenska košarkarska liga, la primera división del baloncesto esloveno. Disputa sus encuentros como local en la  Šoštanj Sport Hall, con capacidad para 600 espectadores.

## Nombres
- KK Elektra Sostanj
- Elektra Esotech (2005-2010)
- Elektra (2010-)

## Posiciones en liga
- 1992 (12)
- 1993 (19)
- 1994 (2-D2)
- 1995 (10-A2)
- 1996 (14-D2)
- 1997 (13-D2)
- 1998 (1-D2)
- 1999 (11-1B)
- 2000 (6-1B)
- 2001 (2-1B)
- 2002 (12-1A)
- 2003 (6)
- 2004 (7)
- 2005 (5)
- 2006 (4)
- 2007 (5)
- 2008 (8)
- 2009 (8)
- 2010 (8)
- 2011 (8)
- 2012 (5)
- 2013 (10)

### Plantilla 2013-2014
| N.º | Nombre           | Nacionalidad         | Puesto    |
| --- | ---------------- | -------------------- | --------- |
| 5   | Jan Kosi         | Bandera de Eslovenia | Alero     |
| 6   | Aljaž Šlutej     | Bandera de Eslovenia | Escolta   |
| 7   | Jan Rizman       | Bandera de Eslovenia | Escolta   |
| 8   | Aldin Hasić      | Bandera de Eslovenia | Escolta   |
| 10  | Andrej Podvršnik | Bandera de Eslovenia | Escolta   |
| 11  | Žiga Zagorc      | Bandera de Eslovenia | Base      |
| 13  | Drago Brčina     | Bandera de Eslovenia | Ala-Pívot |
| 15  | Danijel Pajević  | Bandera de Eslovenia | Escolta   |
| 18  | Grega Bukovič    | Bandera de Eslovenia | Base      |
| 21  | Sanel Bajramlić  | Bandera de Eslovenia | Alero     |
| 22  | Urban Bukovič    | Bandera de Eslovenia | Base      |
| --  | Brane Lekić      | Bandera de Eslovenia | Pívot     |
| --  | Borut Lenko      | Bandera de Eslovenia | Escolta   |
| --  | Mateo Martinović | Bandera de Eslovenia | Escolta   |
| --  | Kaj Špegel       | Bandera de Eslovenia | Escolta   |
| --  | Roman Mevc       | Bandera de Eslovenia | Escolta   |
| --  | Vid Puc          | Bandera de Eslovenia | Alero     |

## Palmarés
- Subcampeón Copa de baloncesto de Eslovenia (2009)
- Semifinales 1. A slovenska košarkarska liga (2006)
- Semifinales Copa de baloncesto de Eslovenia (2011)
- Subcampeón Supercopa Eslovena (2010)

## Jugadores Célebres
- Slavko Duščak
- Aleš Kunc
- Ernest Novak
- Grega Mali
- Dejan Ćup